# 21-я артиллерийская дивизия прорыва
21-я артиллерийская Духовщинская Краснознамённая дивизия прорыва РГК — артиллерийское формирование Вооружённых Сил Союза ССР в Великой Отечественной войне. Период боевых действий: с 24 июля 1943 года по 9 мая 1945 года.

## История
Решение о дополнительном формировании артиллерийских дивизий РГК было принято постановлением ГКО №ГОКО-2523сс от 18 ноября 1942 г. В соответствии с которым, на основании приказа НКО СССР № 00236, 21-я артиллерийская дивизия сформировалась 1 января 1943 года при Московском Учебном артиллерийском Центре. В апреле 1943 г. дивизия вошла в подчинение Горьковского Учебного Артиллерийского Центра.
В июле 1943 года дивизия выехала на Калининский фронт где вошла в оперативное подчинение 39 А. Первый бой дивизия приняла 13.08.43 г. участвуя в прорыве обороны противника на подступах к г. Духовщина. В сентябре 1943 г.  дивизия участвует в Духовщинско-Демидовской операции. За отличные боевые действия артдивизии приказом Верховного Главнокомандующего Маршала Советского Союза И.Сталина было присвоено наименование «Духовщинской».
В конце сентября 1943 г. дивизия направляется для поддержки 4 уд. А под Невель, где участвует в Невельской операции. В ноябре 1943 г. дивизия входит в подчинение 11 гв. А поддерживая её в Городокской операции. В начале 1944 г. части дивизии вместе с 4 уд. А и 11 гв. А участвуют в наступательных боях на подступах к Витебску. В марте 1944 вместе с 6 гв. А и 11 гв. А  в наступательных боях юго-восточнее Идрица с целью перерезать железную дорогу Идрица-Полоцк. В апреле-марте 1944 г. дивизия сосредотачивается в районе южнее оз. Язно, где проходит серию учений по действию артиллерии в наступлении.  
В Белорусской операции дивизия поддерживает наступление 6 гв. А и вместе с её войскам преследуя противника форсирует р. Западная Двина. В июле 1944 г. южнее г. Даугавпилс дивизия участвует в отражении контратак противника. В начале августа 1944 г. дивизия поддерживает наступательную операцию войск 6 гв.А и 43 А. В связи с активизацией противника в районах зап. г.  Елгава части дивизии перебрасываются на угрожаемые участки к концу августа, где участвуют в тяжёлых оборонительных боях поддерживая войска 51 А, 6 гв. А и 2 гв. А. После оборонительных боёв дивизия сосредотачивается в полосе 43 А для поддержки её войск в  Рижской операции. В конце сентября 1944 г. дивизия в полном составе сосредотачивается в районы сев. и юго-вост. г. Шауляй для участия в Мемельской операции в которой поддерживает войска  43 А. С конца осени 1944 г. и до конца войны дивизия участвует в блокаде Курляндской группировки войск противника поддерживая войска 2 гв. А, 6 гв. А, 4 уд. А и 51 А. В июле 1946 г. части дивизии расформированы.    

## Командиры
- Генерал-майор артиллерии Самборский Кирилл Никитович (01.01.1943 - 03.07.1945);
- Генерал-майор артиллерии  Харламов Алексей Дмитриевич

## Состав
- 25-я миномётная Краснознамённая бригада,
- 66-я лёгкая пушечная артиллерийская бригада,
- 55-я тяжёлая пушечная артиллерийская бригада,
- 94-я тяжёлая гаубичная артиллерийская бригада,
- 103-я гаубичная артиллерийская ордена Суворова бригада большой мощности РГК.
- 629-й отдельный разведывательный артиллерийский дивизион
- 1308-й пушечный артиллерийский полк

## Награды
| Награда (наименование)               | Дата награждения                                                   | За что получена |
| ------------------------------------ | ------------------------------------------------------------------ | --- |
| Почётное наименование «Духовщинская» | Приказ Верховного Главнокомандующего № 17 от 19 сентября 1943 года | За отличные боевые действия в боях при прорыве сильно укреплённой оборонительной полосы немцев и за освобождение города Духовщина.                                                                       |
| Орден Красного Знамени               | Указ Президиума ВС СССР от 10 июля 1944 года                       | За образцовое выполнение заданий командования в боях с немецкими захватчиками по прорыву Витебского укреплённого района, а также за овладение городом Витебск, проявленные при этом доблесть и мужество. |

## Отличившиеся воины дивизии
- Евграфов, Садофий Петрович, подполковник, командир 1310-го лёгкого артиллерийского полка, 66-й лёгкой артиллерийской бригады.
- Кашинцев, Алексей Григорьевич, ефрейтор, разведчик-наблюдатель 1310-го лёгкого артиллерийского полка, 66-й лёгкой артиллерийской бригады.
- Лунёв, Павел Фёдорович, старший лейтенант, командир батареи 249-го миномётного полка , 25-й миномётной бригады.
- Моисеев, Николай Семёнович, капитан, командир батареи 94 тгабр.
- Черкасов Николай Иванович, младший лейтенант, командир взвода управления 2-й батареи 246-го миномётного полка 25-й миномётной бригады.